# Brough (Fahrzeughersteller)

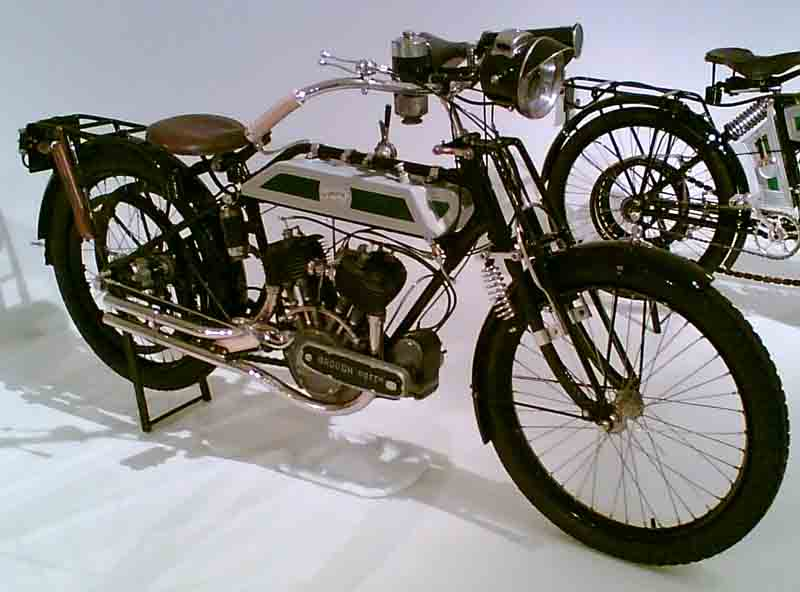
Brough von 1913

Brough war ein britischer Hersteller von Motorrädern und Automobilen.

## Unternehmensgeschichte
William E. Brough gründete 1899 das Unternehmen im Nottinghamer Vorort Basford und begann mit der Produktion von Motorrädern. Seine Söhne William junior und George Brough unterstützten ihn dabei. Der Markenname lautete Brough. Bis 1913 entstanden auch einige Automobile. 1919 gründete George Brough sein eigenes Unternehmen Brough Superior. 1925 übernahm Brough Superior das Unternehmen.

## Automobile
Das erste Modell war ein Kleinwagen mit drei Rädern. Ein Einbaumotor von De Dion-Bouton trieb über einen Riemen die Hinterachse an. Später stellte das Unternehmen einige vierrädrige Fahrzeuge her.